# Aconitum gammiei
Aconitum gammiei är en ranunkelväxtart som beskrevs av Otto Stapf. Aconitum gammiei ingår i släktet stormhattar, och familjen ranunkelväxter. Inga underarter finns listade i Catalogue of Life.